# The Young Gods
The Young Gods švicarski je industrial rock sastav osnovan 1985. godine u Ženevi. Prvotnu postavu činili su pjevač Franz Treichler, Cesare Pizzi (zadužen za sempliranje) i bubnjar Frank Bagnoud. Veći dio karijere skupina je bila trio koji su činili pjevač, glazbenik zadužen za sempliranje i bubnjar, no bilo je višestrukih promjena u postavi. Treichler je jedini stalni član; sadašnju postavu čine još Pizzi i bubnjar Bernard Trontin. Tijekom karijere grupa je uvelike surađivala s producentom Rolijem Mosimannom.
Glazba sastava uglavnom je utemeljena na sempliranju i manipulaciji zvuka; pjesme su oblikovane korištenjem različitih uzoraka, kao što su distorzirani gitarski rifovi i gudačke dionice. Na kasnijim uradcima nalaze se i elementi ambijentalne i elektroničke glazbe, ali i raznolikija instrumentacija. Pristup rock glazbi utemeljen na semplovima nadahnuo je brojne glazbenike, među kojima su David Bowie, The Edge i Mike Patton.

## Povijest

### Osnivanje,The Young GodsiL'eau rouge(1985. – 1991.)
Oko 1984. godine Franz Treichler, gitarist iz Fribourga, preselio se u Ženevu i počeo eksperimentirati s izradom zvukovnih kolaža služeći se uređajem za snimanje s četiri kanala nakon raspada njegova punk sastava Jof & The Ram, prethodno poznatog kao Johnny Furgler & the Raclette Machine. Služeći se E-MU Emulatorom, sintesajzerom za sempliranje, iz tih je zvukovnih kolaža početkom 1985. počeo stvarati pjesme i svojem je sustanaru Cesareu Pizziju, bivšem basistu Raclette Machinea, predstavio sempler. Grupa je počela održavati probe s bubnjarom Frankom Bagnoudom, koji je prethodno svirao u istoj skupini kao i Pizzi.
Sastav je dobio ime po pjesmi "Young God" s istoimena EP-a grupe Swans iz 1984. godine; Treichler je tu pjesmu prvi put čuo nakon što je u Švicarskoj 1984. godine kupio ulaznicu za nastup tog sastava. Tijekom ranih koncerata Pizzi je reproducirao semplove služeći se klavijaturama koje reproduciraju vrpce i pedalom za loopove; semplovi su bili smješteni na kazetama na koje su snimljeni uz pomoć sekretarice. Iako je nakon deset nastupa dobio Akaijev sempler, debitantski singl "Envoyé" nastao je uz pomoć prethodno opisanih tehnika. Sastav je potpisao ugovor s belgijskom diskografskom kućom Play It Again Sam nakon što su 1986. godine Organik i Wax Trax! Records objavili "Envoyé". Snimljen je i glazbeni spot za tu pjesmu. Naslovnica singla prikazuje logotip sastava urezan na Treichlerova prsa; godine 2005. izjavio je da je ožiljak "nestao nakon pet ili šest godina". Dok je radio na debitantskom albumu, sastav je počeo surađivati s Rolijem Mosimannom, bivšim članom Swansa, koji je kasnije postao dugogodišnji studijski suradnik. Istoimeni je debitantski studijski album objavljen 1987. godine i dobio je pohvale britanskih recenzenata: glazbeni časopis Melody Maker proglasio ga je najboljim albumom 1987. godine. "Did You Miss Me?", obrada pjesme Garyja Glittera, objavljena je kao popratni singl. U to se vrijeme grupa preselila u London.
Bagnoud je 1987. godine napustio sastav. Zamijenio ga je bubnjar Urs Hiestand, a sastav je s Mosimannom počeo raditi na drugom albumu. Play It Again Sam 1989. je godine objavio L'eau rouge, a kao singlovi objavljene su pjesma "L'Amourir", koja se nije našla na albumu, i "Longue route". Kao što je bio slučaj s njegovim prethodnikom, album je u časopisu Melody Maker uvršten među najbolja glazbena izdanja te godine. Pizzi je napustio skupinu nakon objave albuma i zamijenio ga je Alain Monod, koji je nastupao i na naknadnoj turneji. Tijekom te turneje The Young Gods prvi je put održao koncerte u Sjedinjenim Državama. Na nastupima grupa je često svirala "September Song" Kurta Weilla; naknadno je svirala obrade Weillovih skladbi na švicarskom festivalu Festival du Bois de la Bâtie. Studijske inačice tih skladbi objavljene su 1991. pod imenom The Young Gods Play Kurt Weill.

### T.V. Sky,Only HeaveniHeaven Deconstruction(1992. – 1999.)
U vrijeme snimanja četvrtog albuma s Mosimannom Treichler se preselio u New York, gdje je živio par godina; ostali su im se članovi pridružili na šest mjeseci. Prvi album skupine na engleskom, T.V. Sky, objavljen je 1992. godine, a singl "Skinflowers" postao je hit u glazbenom podzemlju. Sjevernoamerička dionica popratne turneje zabilježena je televizijskim dokumentarnim filmom TV-Sky – The Young Gods US Tour 92. Nastup sastava u Australiji 1992. godine objavljen je 1993. kao koncertni album Live Sky Tour.
U vrijeme komercijalnog uspjeha izvođača kao što je Nine Inch Nails sastav je potpisao ugovor s Interscope Recordsom. Zbog zamolbe izdavača sastav je surađivao sa stručnjakom za semplove koji je određivao smiju li se koristiti. Only Heaven, uradak nadahnut ambijentalnom glazbom, objavljen je 1995. godine. Glazbeni spot za glavni singl s albuma, "Kissing the Sun", režirao je Eric Zimmerman iz H-Guna, poznat po radu na spotovima za pjesme "Head Like a Hole" Nine Inch Nailsa i "Jesus Christ Pose" skupine Soundgarden. Kako bi podržala Only Heaven, skupina se 1996. godine pridružila Ministryju na njegovoj turneji, a na koncu je na turneji bila dvije godine. Hiestand je napustio sastav 1996. jer je smatrao da život na turneji izmara. Treichler i Monod, koji su tad živjeli u New Yorku, njegov su izlazak smatrali znakovitim i preselili se natrag u Švicarsku. Grupi se 1997. pridružio bubnjar Bernard Trontin.
Nakon Only Heavena 1996. je godine nezavisno objavljen popratni album Heaven Deconstruction. Na tom se instrumentalnom uratku nalaze ambijentalne skladbe snimljene u vrijeme rada na Only Heavenu. Treichler je izvorno smatrao da će Only Heaven biti dvostruki album na kojem će biti i te skladbe; međutim, Interscope je odbio takvu ideju. Koncem desetljeća diskografska je kuća raskinula ugovor sa sastavom zbog komercijalnog neuspjeha.

### Second Nature,Super Ready/FragmentéiEverybody Knows(1998. – 2011.)
Godine 2000. grupa je objavila sedmi studijski album, Second Nature, uradak nadahnut elektroničkom glazbom. Skupina je htjela da album objavi Intoxygene, diskografska kuća njezina menadžera, zato što je u prošlosti imala problema s većim izdavačima; Treichler je naknadno požalio tu odluku. Te je godine objavljen i singl za pjesmu "Lucidogen". Nakon objave koncertnog albuma Live Noumatrouff, 1997 2001. godine švicarski je Savezni ured za javno zdravstvo zatražio sastav da sklada instrumentalne skladbe za izložbu Expo.02; te su skladbe kasnije ponovno snimljene i objavljene pod imenom Music for Artificial Clouds 2004. godine. Cijeli je album naknadno odsviran uživo, a tom je nastupu doprinio i antropolog Jeremy Narby. Godine 2003. Ipecac Recordings objavio je Second Nature u Sjevernoj Americi.
Tijekom 2003. i 2004. skupina je bila bez menadžera i izdavačke kuće. Godine 2005. počela je raditi na novoj glazbi i objavila kompilaciju XXY: 20 Years (1985-2005), na kojoj su se pojavili najveći hitovi i rijetke skladbe. Objavio ju je Play It Again Sam, a nova je skladba "Secret" objavljena kao promidžbeni singl. Te je godine skupina za dvadesetu godišnjicu postojanja održala nastupe na festivalu Montreux Jazz Festival i u općini Willisau u Švicarskoj, nakon čega je u studenom uslijedila europska turneja. Nastup na Montreuxu, tijekom koje je grupa surađivala s Lausanne Sinfoniettom i gostujućim pjevačem Mikeom Pattonom, 2010. je godine objavljen kao koncertni album. Bivši bubnjar sastava, Frank Bagnoud, preminuo je u lipnju 2005. nakon duge bolesti.
Godine 2006. sastav je objavio Truce Diaries, snimljen isključivo za švicarski časopis Truce. Iduće godine objavljen je Super Ready/Fragmenté, na kojem se skupina vratila zvuku utemeljenom na gitari. U to je vrijeme multiinstrumentalist Vincent Hänni počeo surađivati sa skupinom i na koncu je postao njezin punopravni član. The Young Gods 2008. je godine objavio Knock on Wood, na kojem se nalaze akustične obrade prethodno objavljena materijala. Grupa je u počast izvornom festivalu Woodstock 2009. održala nastup na festivalu Paléo, na kojem je uživo izvela glazbu iz dokumentarnog filma Woodstock služeći se semplovima izvornih izvođača. Hänni je sudjelovao u snimanju desetog studijskog albuma sastava, Everybody Knows, iz 2010. godine; na njemu je grupa odlučila improvizirati. Nakon toga objavljeni su koncertni albumi Super Ready/Fragmenté Tour – Live at Rote Fabrik, Zürich i Griots and Gods – Live at Eurockéennes Festival, Belfort; na potonjem se nalaze snimke suradnje sastava i eksperimentalnog hip hop dua Dälek koja se odvila na festivalu Eurockéennes 2007. godine.

### Pizzijev povratak iData Mirage Tangram(2012. – danas)
Nakon turneje za Everybody Knows Monod i Hänni 2012. su godine napustili skupinu. Treichler je tada kontaktirao s Cesareom Pizzijem i pozvao ga da se ponovno pridruži skupini. Te je godine grupa otišla na turneju tijekom koje je izvodila pjesme s prva dva studijska albuma, The Young Godsa i L'eau rougea, na kojima je sudjelovao Pizzi. Grupa je također skladala glazbu za animirani kratki film Kali the Little Vampire, koji je objavljen te godine.
Godine 2015. grupa je počela raditi na novim pjesmama. Te su pjesme nadahnute boravkom članova u Cullyju za vrijeme njegova festivala Off. Skupina je nastupala pred manjom publikom i redovito improvizirala; Treichler je počeo svirati gitaru. Godine 2019. objavljen je rezultirajući uradak, Data Mirage Tangram. Miksao ga je Alan Moulder. Bio je nominiran za nagradu IMPALA-e za europski nezavisni album godine. Sastav je pristupio Wax Trax! Recordsu, koji je objavio njegove rane radove, i zamolio ga da objavi uradak na sjevernoameričkom tržištu; izdavač je to odbio.

## Glazbeni stil i nasljeđe
Glazbeni stil The Young Godsa kategorizira se kao industrial rock, industrijalna glazba, avangardni rock i postindustrijalna glazba; Treichler je iskazao privrženost terminu "elektronički rock". 
Još od početka karijere sastav se koristio sempliranjem kao sredstvom za skladanje i izvedbu pjesama i tako oblikujući pjesme elektroničkim putem služeći se prilagođenim semplovima električne gitare, musique concrète, kraćih dionica klasične glazbe i elektronike. Trouser Press izjavio je da "neobičan spoj vokala, semplera i bubnjeva [The Young Godsa] posve rekonstruira rock i stvara vatreni kolaž bučnih gitara, žestokih ritmova i vagnerskih orkestralnih dionica, a svime time presjeda zlobni, duboki Treichlerov glas." Treichler je izjavio da su važni čimbenici za korištenje semplera "apstrakcija" i "element iznenađenja" zato što slušatelje tjera da "prvi put sluša glazbu jer ne zna što je." Komentirao je da je na The Young Gods utjecala psihodelična glazba iz 1960-ih, Einstürzende Neubauten, Kraftwerk, pokret punk rocka i post-punk izvođači poput Killing Jokea i Wirea. Kurt Weill, čije su skladbe obrađene na albumu The Young Gods Play Kurt Weill iz 1991., također je utjecao na sastav; Treichler je izjavio da je skupinu nadahnuo u pogledu na koji "eksperimentira s glazbom, ali tako da ona i dalje ostaje u obliku pjesme."
Sastav je u svoju glazbu sempliranjem uvrstio različite glazbene žanrove: na albumu The Young Gods iz 1997. služio se semplovima klasične glazbe i gitare svirane u žanru heavy metala, dok je na drugi album, L'eau rouge uvrstio utjecaje kabareta i šansone. Na Only Heavenu iz 1995. posvetio se područjima ambijentalne glazbe, dok je "jednako tako bio posvećen heavy metalu, indie rocku, technu i industrijalnoj glazbi"; elementi ambijentalne glazbe jače su izraženi na instrumentalnom albumu Heaven Deconstruction. Na Second Natureu iz 2000. grupa se usredotočila na sintesajzerski zvuk nasumičnih predmeta i računalne audiopriključke. The Young Gods također se povremeno odmaknuo od formule utemeljene na sempliranju; multiinstrumentalist Vincent Hänni postao je član sastava u vrijeme snimanja Everybody Knowsa i akustičnog albuma Knock on Wood. Treichler je također svirao gitaru na tim albumima i Data Mirage Tangramu.
Treichler tekstove pjesama uglavnom pjeva na francuskom i engleskom jeziku. Pjesme na The Young Godsu i L'eau rougeu uglavnom su pjevane na francuskom, dok je T.V. Sky iz 1992. prvi album sastava na engleskom jeziku. Na kasnijim je uradcima Treichler miješao ta dva jezika; godine 2005. izjavio je: "Nadam se da ću jednom naći neko rješenje u sredini. Međutim, pjevaju se na vrlo drugačije načine; oba jezika imaju svoje zakonitosti." U tekstualnom smislu Treichler se često služi dvosmislenim frazama: pjesmu "L'Amourir" s L'eau rougea može se razumjeti kao "intenzivnu ljubavnu pjesmu ili završetak ljubavnog odnosa." Naslovna skladba L'eau rouge opisuje "slavljenje 'crvene vode'" i aludira na mjesečnicu. Pjesma "Lucidogen" sa Second Naturea prikazuje "izmišljenu drogu koja bi ljude mogla učiniti vidovitima", a nadahnuta je prosvjedom protiv Svjetske trgovinske organizacije kojem je Treichler svjedočio 1998. u Ženevi. U knjizi The Sex Revolts: Gender, Rebellion and Rock 'n' Roll autori Simon Reynolds i Joy Press komentirali su: "Treichlerovi su tekstovi na vidjelo su iznijeli sve militarističke, fašističke tendencije tipične za romantizam, Nietzschea i ostale, ali su ih nadišli i preoblikovali;" u intervjuu iz 1995. godine Treichler je odbacio Reynoldsovu i Pressinu ničeovsku interpretaciju tekstova.

Mislim da imaju neke izvrsne ideje, uzimaju jedan dio gitarskog rifa i onda ga sempliraju, loopaju i koriste ga kao stalni uzorak u pjesmi. To je postalo nešto za što sam pomislio – da, to mi se jako sviđa, pokušat ću i ja to. Doista su izvanredni; vrlo me zanima kamo će krenuti dalje.

Upitan je li Nine Inch Nails utjecao na njegov album 1. Outside iz 1995., David Bowie naveo je The Young Gods kao utjecajnog izvođača i rekao: "Grupa koja mi se doista svidjela zove se The Young Gods i čine ju tri Švicarca... Znao sam za njih prije nego što sam saznao za Nine Inch Nails." Bowie je naknadno pohvalio glazbeni stil skupine i njezino sempliranje i loopanje gitarskih rifova, nešto što je pokušao izvesti i na vlastitu albumu. Gitarist U2-a, The Edge, izjavio je ga je skupina nadahnula dok je 1990. radio na popratnoj glazbi za roman Paklena naranča i album Achtung Baby, objavljen 1991. Devin Townsend naveo je Only Heaven i Second Nature kao neke od svojih omiljenih albuma. Među drugim izvođačima koje je nadahnuo The Young Gods su Ian Crause, gitarist Disco Inferna, Sepultura, Mike Patton, Ministry, Nine Inch Nails, The Chemical Brothers i Laika.

## Članovi sastava
| Sadašnja postava - Franz Treichler (aka Franz Muse) – vokali, sempler, računalo, gitara (1985. – danas) - Cesare Pizzi (aka Ludan Dross) – sempler, računalo (1985. – 1988., 2012. – danas) - Bernard Trontin – bubnjevi, elektronika (1997. – danas) | Bivši članovi - Frank Bagnoud – bubnjevi (1985. – 1987.) - Urs "Üse" Hiestand – bubnjevi (1987. – 1996.) - Alain Monod (aka Al Comet) – sempler, klavijature, gitara (1989. – 2012.) - Vincent Hänni – gitara, bas-gitara, elektronika (2006. – 2011.) |

## Diskografija
Studijski albumi
- The Young Gods (1987.)
- L'eau rouge (1989.)
- The Young Gods Play Kurt Weill (1991.)
- T.V. Sky (1992.)
- Only Heaven (1995.)
- Heaven Deconstruction (1996.)
- Second Nature (2000.)
- Music for Artificial Clouds (2004.)
- Super Ready/Fragmenté (2007.)
- Everybody Knows (2010.)
- Data Mirage Tangram (2019.)

## Vanjske poveznice

### Sestrinski projekti
|  | Zajednički poslužitelj ima još gradiva o temi The Young Gods |

### Mrežna mjesta
- Službeno mrežno mjesto sastava